# Щучье (станция)
Щучье — железнодорожная станция Южно-Уральской железной дороги, расположена в одноимённом городе Курганской области. Станция находится на участке Челябинск — Шумиха.

## История
Станция открыта в 1896 году под названием Чумляк (по названию близлежащего села, через которое первоначально предполагалось провести линию). В 1974 году переименована в Щучье.

## Поезда дальнего следования
На станции Щучье делают остановку поезда следующие по маршруту:
| № поезда                        | Маршрут движения                | № поезда                        | Маршрут движения                |
| Круглогодичное движение поездов | Круглогодичное движение поездов | Круглогодичное движение поездов | Круглогодичное движение поездов |
| ------------------------------- | ------------------------------- | ------------------------------- | ------------------------------- |
| 11                              | -                               | 12                              | Челябинск — Омск                |
| 123                             | Новосибирск — Белгород          | 124                             | Белгород — Новосибирск          |
| 127                             | Красноярск — Адлер              | 128                             | Адлер — Красноярск              |
| Сезонное движение поездов       |                                 |                                 |                                 |
| 243                             | Новокузнецк — Анапа             | 244                             | Анапа — Новокузнецк             |

## Пригородное сообщение
На станции Щучье делают остановку электропоезда следующие по маршруту:
- Курган — Шумиха — Челябинск — следуют 1 пара электропоездов в день.
- Курган — Шумиха — Каясан — следуют 1 пара электропоездов в день.
- Шумиха — Челябинск — следуют 7 пар электропоездов в день.
- Шумиха — Щучье — следуют 1 пара электропоездов в день.
- Щучье — Шумиха — Курган — следуют 1 пара электропоездов в день.
- Щучье — Челябинск — следуют 1 пара электропоездов в день.